# Micropercops borealis
Micropercops borealis är en fiskart som beskrevs av Nichols, 1930. Micropercops borealis ingår i släktet Micropercops och familjen Odontobutidae. Inga underarter finns listade i Catalogue of Life.